# 量子化学
量子化学（、英: quantum chemistry）とは理論化学（物理化学）の一分野で、量子力学の諸原理を化学の諸問題に適用し、原子と電子の振る舞いから分子構造や物性あるいは反応性を理論的に説明づける学問分野である。

## 研究対象
量子化学はその黎明期において、分子構造と化学結合の成り立ちについて理論的解明と分子構造に起因する分光学的物性の理解に大きく寄与した。実際の分子を量子化学で理解することは、多数の電子と原子核とから構成される多体問題の波動方程式の解を求めることに相当する。計算化学が発達していない当時としては、量子化学の学問領域を展開する為に、分子構造モデルを簡素化する多種多様の近似法が模索された。また波動方程式の解を求める場面においても、摂動論と変分法による近似を利用した。したがって当時の量子化学は定性的な予測をするのにとどまっていた。量子化学によりそれまでは理論的説明付けが困難であった、分子分光学の電子スペクトル、振動スペクトル、回転スペクトル、核磁気共鳴スペクトルなどの性質と分子構造と関連付け、共有結合や分子間力の原理の解明、フロンティア軌道理論を代表とする半定性的な化学反応の理解など、他の化学分野への貢献は大きなものがあった。
1980年代以降の急速なコンピュータの処理速度の増大と計算機科学の発展は計算化学にも波及し、変分法より発展した第一原理計算法により精密な解を求めることを可能にした。近年においては量子化学により化学結合と分子の微細構造との関連、分子間相互作用や励起状態の解明、反応のポテンシャルエネルギー面を予測することで化学反応の特性を予測するなど定量的な予測が可能になった。同時に量子化学の適用対象も簡単なモデル化した分子だけではなく、実際の有機化合物、錯体化合物、高分子・生体関連物質、固体表面での界面化学の解析など多種多様の化学分野に及んでいる。

## 歴史
その発展の歴史を、量子力学の発展の歴史と切り離して述べることはできない。なぜなら化学は原子・分子といったミクロな粒子を取り扱う学問であり、そのような粒子を取り扱うことができる学問として量子力学が誕生したからである。
1926年にエルヴィン・シュレーディンガーがシュレーディンガー方程式を発表すると、翌1927年にヴァルター・ハイトラーとフリッツ・ロンドンらはそれを水素分子へ適用し共有結合の説明に成功した。このハイトラー-ロンドン理論はその後ジョン・スレーターとライナス・ポーリングらによって原子価結合法（valence bond、VB法）へと発展する。
化学結合を取り扱う別の方法として、フリードリッヒ・フントとロバート・マリケンらにより分子軌道法（molecular orbital, MO法）が生み出された。
VB法とMO法を改良したものには、それぞれ一般化原子価結合法（GVB法）と配置間相互作用法（CI法）が知られている。これらの改良した形式では、VB法はMO法を、MO法はVB法を陰に含んでいる。したがって真の波動関数に対する近似として、両者はスタート地点が異なるものの、相補的といえる関係になっている。ただし計算精度と扱いの簡便さから、現在ではVB法よりもMO法がよく用いられる。

## 電子構造
原子や分子の電子構造とはその電子の量子状態を指す。 通常、量子化学の問題を解く第一段階は電子の分子ハミルトニアンを用いてシュレーディンガー方程式（または相対論効果ではディラック方程式）を解くことであり、ボルン・オッペンハイマー（Born-Oppenheimer、B-O）近似を利用することが多い。この過程は「分子の電子構造の決定」と呼ばれている。 非相対論シュレーディンガー方程式は、水素原子に対してのみ正確に解くことができる（B-O近似の範囲であれば、水素分子イオンの束縛状態エネルギーに対する正確な解はランベルトのW関数を用いて導かれる）。他のすべての原子や分子系には3体以上の「粒子」の運動が含まれるため、そのシュレーディンガー方程式は解析的には解けず、近似的・計算機的に解くことしかできない。水素原子以外の電子構造に対する計算解を探求するプロセスは、計算化学として知られる。

### 原子価結合法
上記の通り、ハイトラーとロンドンの手法はスレーターとポーリングにより原子価結合法（VB法）へと拡張された。VB法では原子同士の対相互作用に主眼を置くため、古典的化学で図示される化学結合と密接に相関している。ここでは分子が形成される際に原子軌道がどのように結合して個々の化学結合を形成するかに焦点を当てており、混成軌道と共鳴理論という2つの重要な概念を取り入れている。

### 分子軌道法

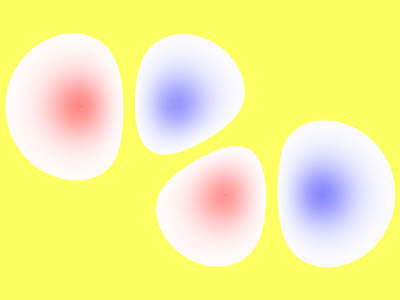
ブタジエンの反結合性分子軌道

1929年、フリードリッヒ・フントとロバート・マリケンにより、原子価結合法に対する別の手法であるフント-マリケン法、すなわち分子軌道（MO）法が開発された。分子軌道法では、電子は分子全体にわたって非局在化された数学的な関数で記述される。分子軌道法は、化学者にとっては直感的なものではないが、原子価結合法よりも分光特性をより正確に予測できることが判明している。分子軌道法は、ハートリー＝フォック法およびポスト-ハートリー-フォック法に基づいている。

### 密度汎関数理論 (Density Functional Methods, DF法)
1927年、トーマスとフェルミによってトーマス–フェルミモデルが独立して開発された。波動関数の代わりに電子密度を基に多電子系を記述しようとした最初の試みであったが、分子全体を扱うことはできなかった。この方法は、現在密度汎関数理論（DFT）と呼ばれる手法の基盤を提供した。現代のDFTでは、コーン–シャム法を使用しており、密度汎関数はコーン–シャム運動エネルギー、外部ポテンシャル、交換エネルギー、相関エネルギーの4つの項に分割される。密度汎関数理論の開発で注目されていることは、交換エネルギーと相関エネルギーの項の改善である。密度汎関数理論は、ポスト-ハートリー-フォック法と比較すると発展途上ではあるが、計算上の要件が著しく少ない（純粋な関数である n 個の基底関数に対して通常 n3 より悪くならないスケーリング）ため、より大きな多原子分子や高分子を扱うことができる。この計算の手頃さと、メラー＝プレセット法（MP2）や結合クラスター法（CCSD(T)、ポスト-ハートリー-フォック法）と比較して精度が同程度であることが多いことから、密度汎関数理論は計算化学で最もよく利用される手法の一つとなっている。

## 基本的な問題
量子化学者にとっての基本的な問題は、自分が研究対象としている系を記述するハミルトニアンの固有値問題を解き、固有値と固有関数（波動関数）を求めることである。しかし、これはそのままの形では解くことが難しい。そこで考え出されたのが、ハートリー-フォック方程式であり、その後の分子軌道法は大きく発展することとなる。簡約密度関数によるアプローチも試みられている。

## ポール・ディラックの言葉
| 「                          | 「物理の大部分と化学の全体を数学的に取り扱うために必要な基本的法則は完全にわかっている。これらの法則を適用すると複雑すぎて解くことのできない方程式に行き着いてしまうことだけが困難なのである。」 "The fundamental laws necessary for the mathematical treatment of large parts of physics and the whole chemistry are thus fully known, and the difficulty lies only in the fact that application of these laws leads to equations that are too complex to be solved." | 」 |
| —ポール・ディラック、1929年 | |    |

## 計算化学の誕生
近年の計算機の速度の向上によって、計算化学という新しい学問分野をも生み出した。

## ハッカソン
2015年8月に理化学研究所計算科学研究機構により、初めての量子化学ハッカソンが開催された。
量子化学の分野は、化学であるが計算機を使用する分野であるため、ハッカソンが適用された。